# Grabice (Łódź)
Pour les articles homonymes, voir Grabice.
Grabice est une localité polonaise de la gmina de Cielądz, située dans le powiat de Rawa Mazowiecka en voïvodie de Łódź.